# Obermarchtal (Landschaftsschutzgebiet)
Das Landschaftsschutzgebiet Obermarchtal ist ein mit Verordnung der Unteren Naturschutzbehörde beim Landratsamt Alb-Donau-Kreis vom 30. Juli 2004 ausgewiesenes Landschaftsschutzgebiet (LSG-Nummer 4.25.129) auf dem Gebiet der Gemeinde Obermarchtal.

## Lage und Beschreibung
Das 500,3 Hektar große Schutzgebiet liegt südöstlich von Obermarchtal und nördlich von Reutlingendorf. Prägnante Bestandteile sind das Marchbachtal, der obere Teil des Seitentals und der Guckenberg bei Reutlingendorf sowie die jeweils angrenzenden bewaldeten Molassehügel. Es gehört zum Naturraum 042-Hügelland der unteren Riß innerhalb der naturräumlichen Haupteinheit 04-Donau-Iller-Lech-Platte.

## Schutzzweck
Wesentlicher Schutzzweck ist gemäß Schutzgebietsverordnung
- die durch das reich strukturierte Landschaftsbild und den ausgeglichenen Naturhaushalt bedingte Vielfalt, Eigenart und Schönheit der tertiären Hügellandschaft mit ihren Bachtälern und angrenzenden Molassehügeln südlich von Obermarchtal und Reutlingendorf zu erhalten;
- die typischen, landschaftsbildprägenden und ökologisch wertvollen Kulturlandschaftselemente wie Streuobstwiesen, Feldhecken, Einzelbäume, Ufergehölze, Wassergräben, Röhrichte, Hochstaudenfluren und Feldraine zu erhalten,
- unverbaute und landschaftsästhetisch wertvolle Teile der tertiären Hügellandschaft als lokal und regional bedeutsamen Erholungsraum zu erhalten.